# Wonnegau
Der Wonnegau ist eine Region im Süden Rheinhessens und deckt sich mit dem Landkreis Worms bis 1937. Heute gehört der Wonnegau zum Landkreis Alzey-Worms sowie zur kreisfreien Stadt Worms.
Im Wonnegau liegen folgende Städte und Gemeinden: 

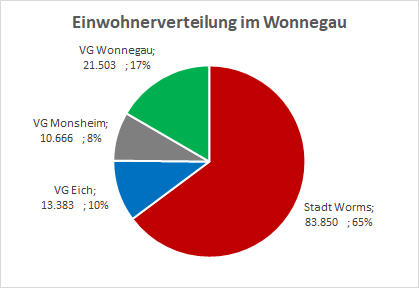
Das Diagramm zeigt wie die Einwohner im Wonnegau auf die 3 Verbandsgemeinden und die Stadt Worms verteilt sind.

- Verbandsgemeinde Eich
- Verbandsgemeinde Monsheim
- Verbandsgemeinde Wonnegau
- Stadt Worms

| Städte und Ortsgemeinden im Wonnegau | Einwohnerzahl | VG/Stadt    |
| ------------------------------------ | ------------- | ----------- |
| Stadt Worms                          | 85.609        | Stadt Worms |
| Stadt Osthofen                       | 9.833         | VG Wonnegau |
| Eich                                 | 3.768         | VG Eich     |
| Flörsheim-Dalsheim                   | 3.290         | VG Monsheim |
| Westhofen                            | 3.421         | VG Wonnegau |
| Gimbsheim                            | 3.180         | VG Eich     |
| Alsheim                              | 2.834         | VG Eich     |
| Monsheim                             | 2.626         | VG Monsheim |
| Dittelsheim-Heßloch                  | 2.170         | VG Wonnegau |
| Hamm am Rhein                        | 2.034         | VG Eich     |
| Offstein                             | 1.905         | VG Monsheim |
| Bechtheim                            | 1.821         | VG Wonnegau |
| Mettenheim                           | 1.705         | VG Eich     |
| Gundersheim                          | 1.548         | VG Wonnegau |
| Mörstadt                             | 1.059         | VG Monsheim |
| Gundheim                             | 979           | VG Wonnegau |
| Hohen-Sülzen                         | 762           | VG Monsheim |
| Wachenheim                           | 732           | VG Monsheim |
| Mölsheim                             | 595           | VG Monsheim |
| Monzernheim                          | 539           | VG Wonnegau |
| Hangen-Weisheim                      | 424           | VG Wonnegau |
| Hochborn                             | 413           | VG Wonnegau |
| Bermersheim                          | 345           | VG Wonnegau |
| Frettenheim                          | 320           | VG Wonnegau |
| Wonnegau                             | 129.402       |             |

(Einwohnerzahl am 31. Dezember 2023)

## Namensherkunft
Die Römer nannten den im 3./4. Jahrhundert weit ausgreifenden Verwaltungsbezirk um Worms nach dem hier seit dem ersten nachchristlichen Jahrhundert ansässigen Stamm der Vangionen Civitas Vangionum. Vangionen nannten sich die Wormser noch bis in das 16. Jahrhundert. Von dieser Bezeichnung ist auch der Wangengau für die Umgebung von Worms abgeleitet, der dann allmählich vom Volksmund in das verständlichere Wonnegau umbenannt wurde.

## Namensgeber
Die Bezeichnung für die Region ist Namensgeber für
- die Verbandsgemeinde Wonnegau
- die Raststätte Wonnegau an der A 61
- den „Bereich Wonnegau“ des Weinbaugebiets Rheinhessen
- das Berliner Wonnegauviertel
- die Bezirkswinzergenossenschaft Wonnegau eG
- das Evangelische Dekanat Worms-Wonnegau
- die Wonnegauschule in Osthofen
- die Wonnegauhalle in Osthofen